# Michael Raven
Michael Raven (nacido 1969) es un director de películas pornográficas, estadounidense. Es un miembro del Salón de la Fama de AVN.
Mientras trabajaba como vendedor de autos, Raven conoció a Sydnee Steele a quien le estaba vendiendo un nuevo Mazda. Ambos se casaron y encontraron un interés común en la pornografía y en la práctica de Intercambio de Parejas, se mudaron a Los Ángeles, California para hacer de sus aficiones una carrera. Su matrimonio duró diez años. Se casó nuevamente, esta vez con la actriz pornográfica Julia Ann, los cuales se divorciaron en el 2007. Tiene un hermano, llamado Thomas Priest.

## Premios
- 2000 Premio XRCO - Director Mejor[7]
- Premios AVN:
- 2001 Premio AVN - Mejor Edición, Película (Watchers) con Sammy Slater
- [8]
- 2001 Mejor Guion, Película (Watchers) con George Kaplan[8]
- 2003 Mejor Director - Vídeo (Breathless)[8]
- 2003 Mejor Guion, Película (Breathless) con Devan Zafiro[8]
- 2004 Mejor Director, Vídeo (Bonito)[9]
- 2004 Mejor Guion, Vídeo (Bonito)[9]
- 2008 Incluido en el Salon de la Fama de AVN.[10]